# رحمت ميا
رحمت ميا (بالبنغالية: মোহাম্মদ রহমত মিয়া) هو لاعب كرة قدم بنغلاديشي، ولد في 8 ديسمبر 1999.